# Tanios Harb
Tanios Harb (ar. طانيوس حرب; ur. w 1925 w Bejrucie) – libański strzelec, olimpijczyk. Brat Eliasa, również strzelca.
Brał udział w Letnich Igrzyskach Olimpijskich 1968 (Meksyk). Wziął udział w skeecie, w którym uplasował się na 41. miejscu w stawce 52 strzelców.

## Wyniki olimpijskie
| Igrzyska | Konkurencja | Wynik       | Miejsce | Źródło |
| -------- | ----------- | ----------- | ------- | ------ |
| IO 1968  | Skeet       | 179 punktów | 41      | [ 1 ]  |